# 小林英三
小林 英三（こばやし えいぞう、1892年11月9日 – 1972年11月7日）は、日本の政治家、実業家。厚生大臣（第27代）。参議院議員（3期）。

## 来歴・人物
広島県尾道市久保町生まれ。1917年に東京高等工業学校（現東京工業大学）を卒業後、埼玉県川口町（現川口市）に移り住む。1920年に（株）国際重工業を創立し社長となる。発明家としても知られ、農家で使う「籾殻かまど」や「俵締機」などの新製品を開発し業績を伸ばした。取得した特許や実用新案は200以上にのぼるという。その他、川口コークス（株）、（株）寿屋を設立し会長となる。
社業のかたわら、川口鋳物工業協同組合理事長、川口工業健康保険組合理事長を務め、地元経済界の重鎮として活動するとともに、日本鋳物工業会会長、埼玉県経営者協会会長等も歴任した。一方で1925年の川口町会議員当選を振り出しに政界入りし、埼玉県議、川口市議、同市議会議長を経て、1947年に第1回参議院議員通常選挙に日本自由党から埼玉県地方区にて立候補し当選を果たす。以後連続当選3回。
1948年に第2次吉田内閣にて商工政務次官に就任、また参院建設、予算、社会労働の各委員長を歴任する。1955年に第3次鳩山一郎内閣にて厚生大臣として入閣。国民年金、国民皆保険の導入に尽力する。また在任中に『厚生白書』の公刊が始まっている。1964年に自由民主党両院議員総会長。1965年春の叙勲で勲一等瑞宝章受章。同年政界を引退。
1972年11月7日、脳出血のため死去、79歳。死没日をもって従三位に叙され、銀杯一組を賜った。
親分肌で、良くも悪くも個性的な人物と評された。さいたま市の邸宅は国の登録有形文化財に登録され、孫の小林玖仁男が「会席料理 二木屋」を創業した。

## 著書
- 『がき大将』（第一出版、1961年） - 随筆集。題材はマスコミと世論の正しいあり方から犬の喧嘩、岸惠子の髪型に至るまで幅広い。